# Must See TV
Must See TV foi o bloco de programação da NBC nas quintas-feiras durante quase 25 anos. Entre os programas exibidos dentro destes bloco estavam séries de televisão de sucesso como Seinfeld, The Cosby Show, Cheers, ER, Will & Grace, Frasier e Friends.

## Uso
O Must See TV in 2002-2007 former surgiu como um slogan de anúncio dos sitcoms de quinta-feira da NBC, e devido ao grande sucesso deste, passou até mesmo a ser usado em outras ocasiões, como nas terças-feiras, onde durante certo período, a NBC conseguiu dominar a audiência com outros bloco composto de quatro sitcoms. Posteriormente, os dramas também passaram a ser anunciados como parte integrante do Must See TV.

## História
O Must See TV surgiu em 1982 como uma aposta da NBC para enfrentar a poderosa programação da CBS composta por Magnum, P.I., Simon and Simon e Knots Landing, todos em sequência. Inicialmente, não havia um bloco de quatro sitcoms e um drama, mas sim um bloco composto por dois seriados dramáticos e duas comédias. No primeiro ano, assim como no segundo, o alto investimento em divulgação não surtiu efeito, embora tenha sido em 1983, quando o seriado Fame foi cancelado, que a NBC adotou o tradicional modelo do bloco.
Em 1984 estréia The Cosby Show, que se torna um sucesso instantâneo e se torna um poderoso lead-in para as outras comédias da programação. A partir daquele ano, por um longo período, todos os seriados da NBC nas quintas-feiras não deixariam de ser programas Top 30, mesmo aqueles considerados "fracassados" pelos executivos da emissora.
Durante os anos 80, a NBC acabou por se tornar líder absoluta das quintas-feiras, desde o momento em que o público também se sentiu interessado por Family Ties, Night Court, e mais notoriamente, Cheers, que apesar de ter iniciado sua trajetória com uma audiência medíocre em 1982, tornou-se um dos programas de maior sucesso da década.
Em 1992, com a perda de The Cosby Show, a NBC cai bruscamente na audiência, quando apenas Cheers consegue manter o sucesso sem o programa mais poderoso da grade de programação como lead-in. No ano seguinte, a emissora esboçou uma reação com a inserção de Seinfeld na faixa horária das 21h e com a estreia do spin-off de Cheers, Frasier.
Em 1994, dois seriados icônicos surgem no bloco, Friends e ER, e logo se tornam sucessos absolutos por várias temporadas, inclusive alternando as posições de programa de televisão mais assistido com outros seriados da NBC. Nos anos subsequentes, vários testes são feitos na grade e vários seriados que não conseguem manter razoavelmente a audiência de seus antecessores são cancelados, entre eles Boston Common e Hope & Gloria.
Até o início dos anos 2000, a situação não se alterou, mas com a chegada de Survivor em 2004 na rede CBS, o bloco começou a cair lentamente na audiência. Já na temporada seguinte, com a perda de Frasier e Friends, a queda é ainda mais brusca e seriados como Will & Grace e Scrubs começam a perder o público que haviam conseguido anteriormente. The Apprentice foi uma solução imediatista da NBC para manter a audiência, mas depois de quatro temporadas em apenas dois anos, o seriado já estava desgastado a ponto de também cair na audiência como os outros programas. A situação se agravou em 2005, quando a rede ABC colocou Ugly Betty e Grey's Anatomy nas noites de quinta-feira, e logo, nem mesmo comédias aclamadas pela crítica como The Office e My Name is Earl conseguiam sair do terceiro ou do quarto lugar.
Em 2006, a NBC reformulou o bloco utilizando o slogan Comedy Night Done Right e inserindo 30 Rock e Scrubs entre The Office e My Name is Earl. No entanto, todos os quatro programas eram significativamente diferentes daqueles que haviam dominado a audiência da televisão estadunidense nas décadas anteriores.